# Prinobius
Prinobius is een kevergeslacht uit de familie van de boktorren (Cerambycidae). De wetenschappelijke naam van het geslacht werd voor het eerst geldig gepubliceerd in 1842 door Mulsant.

## Soorten
Prinobius omvat de volgende soorten:
- Prinobius myardi Mulsant, 1842
- Prinobius samai Drumont & Rejzek, 2008